# 큰빌비
큰빌비(Macrotis lagotis)는 반디쿠트목의 긴귀반디쿠트과에 속하는 유대류이다. 사막에 사는 잡식성 야행성 동물이다. 긴귀반디쿠트속에 속했던 나머지 종 작은빌비(Macrotis leucura)는 1950년대에 멸종했다. 오스트레일리아 중부의 건조 지대에서 서식한다. 분포 지역과 개체수가 감소하고 있다.